# Mil nubes de paz cercan el cielo, amor, jamás acabarás de ser amor
Pour plus de détails, voir Fiche technique et Distribution.
Mil nubes de paz cercan el cielo, amor, jamás acabarás de ser amor est un film mexicain en noir et blanc réalisé par Julián Hernández, sorti au cinéma en 2003.

## Synopsis
Le film raconte l'itinéraire d'un jeune Mexicain cherchant l'amour.

## Fiche technique
- Titre original : Mil nubes de paz cercan el cielo, amor, jamás acabarás de ser amor
- Autre titre : Mil nubes (DVD français)
- Réalisation : Julián Hernández
- Scénario : Julián Hernández
- Photographie : Diego Arizmendi
- Montage : Emiliano Arenales Osorio et Jacopo Hernández
- Production : Roberto Fiesco
- Société de production : Nubes Cine, Cooperativa Cinematográfica Morelos et Titán Producciones
- Pays :  Mexique
- Genre : Drame et romance
- Durée : 83 minutes
- Type : noir et blanc
- Dates de sortie : 
  - 26 novembre 2003 ( France)
  - 15 octobre 2004 ( Mexique)

## Distribution
- Salvador Alvarez : Susana
- Gloria Andrade : la fille
- Llane Fragoso : Mirella
- Manuel Grapain Zaquelarez : Jorge
- Martha Gómez : Martha
- Rosa María Gómez : Mary
- Marcos Hernández : le garçon
- Salvador Hernández : Antonio
- Perla De La Rosa : Anna
- Miguel Loaiza : Adrián
- Pablo Molina : Andrés
- Mario Oliver : Umberto
- Juan Carlos Ortuño : Gerardo
- Clarisa Rendón : Nadia
- Pilar Ruíz : Lola
- Martin Solís : Boy
- Juan Carlos Torres : Bruno

## Critique
Ce film, pourrait presque apparaître comme expérimental, en ce sens qu'il joue à son paroxysme avec les clichés de l'esthétique LGBT. Ce film est un film comprenant peu de dialogues mais exprime l'obsession du jeune mâle en quête d'errance érotique dans les bas fonds.[réf. souhaitée]

## Distinctions
Le film a remporté un Teddy Award à la Berlinale 2003.